# 青森県公用臨港線
青森県公用臨港線（あおもりけんこうようりんこうせん）は、かつて青森県青森市の青森駅から延びていた青森県敷設の貨物専用線である。青森臨海鉄道（あおもりりんかいてつどう）とも呼ばれていた。
位置は現在のアスパムおよび青い海公園の南、青森ベイブリッジのすぐ北の道路に位置し、本町を通り中央埠頭に続いていた。
ほぼ臨海に位置する鉄道であったが、現在は埋め立てが進んでいるため、臨海の鉄道であった面影はない。一時期は現在の青森ベイブリッジの最東部で路線が分岐しており、より東部の浜町埠頭にも線路が続いていたが、堤川河口西側の青柳埠頭、浜町埠頭の順に順次廃止撤去されていった。なお、1975年（昭和50年）時点では既に青柳埠頭までの線路は撤去されており、1985年（昭和60年）ごろ（時期不詳）になると浜町埠頭までの線路も撤去されていた。
廃止後、線路跡は駐車場や青森ベイブリッジの道路などに転用され、2000年ごろになると中央埠頭の最東部、海に面する終着点に錆びた線路がわずかに残されていることが確認できるのみとなっている。